# عبدالرشید دوستم
عبدالرشید دوستُم (زادهٔ ۶ حمل ۱۳۳۳) سیاست‌مدار و جنگ‌سالار ازبک‌تبار اهل افغانستان است که از سال ۲۰۱۴ تا ۲۰۲۰ معاون رئیس‌جمهور افغانستان بود. او رهبر و مؤسس حزب جنبش ملی اسلامی افغانستان (بنیاد در ۱۳۷۱) است که درجه مارشال را در اردوی ملی افغانستان دارد. به گفته نیویورک تایمز دوستم یکی از متحدان نزدیک سی آی ای در افغانستان است.جاشوا پارتلو روزنامه‌نگار واشینگتن پست، عبدالرشید دوستم را «مرد آمریکا» در افغانستان می‌داند.او همچنین از طرف برخی متهم به تجاوز و آزار جنسی رقبای خود شده است
در طول جنگ شوروی و افغانستان در دهه ۱۹۸۰، دوستم فرمانده منطقه شمال افغانستان در ارتش ملی بود. او فرماندهی حدود ۲۰۰۰۰ سرباز عمدتاً ازبک را برعهده داشت که علیه شورشیان مجاهدین می‌جنگیدند. وی دولت محمد نجیب الله را در سال ۱۹۹۲ کمی قبل از فروپاشی‌اش ترک کرد و به مجاهدین پیوست و حزب جنبش ملی و شبه‌نظامی خود را تشکیل داده و به عنوان یک جنگ سالار مستقل درآمد. وی بعداً رهبر دفاکتو جامعه ازبکستان افغانستان شد و کنترل ولایات شمالی این کشور و مزارشریف را در دست گرفت و با یک ارتش ۴۰٬۰۰۰ نفری با تانکها و جت‌های ازبکستان و روسیه شبه دولت خود را ایجاد کرد. وی در ابتدا از دولت جدید برهان الدین ربانی در کابل حمایت کرد اما در سال ۱۹۹۴ حزب خود را تغییر داده و با گلبدین حکمتیار متحد شد. در سال ۱۹۹۶، او دوباره تغییر حزب داد و از ربانی حمایت کرد. در سال ۱۹۹۷، پس از آنکه عبدالملک پهلوان، دستیار سابقش مزارشریف را تصرف کرد، وادار به فرار شد اما بعدها مبارزه کرده و کنترل دوباره شهر را به دست آورد. در سال ۱۹۹۸، طالبان این شهر را تسخیر کردند و او دوباره فرار کرد. دوستم در سال ۲۰۰۱ به افغانستان بازگشت و پس از حمله آمریکا به اتحاد شمال پیوست و جناح خود را در سقوط مزار شریف رهبری کرد.
دوستم به‌طور گسترده‌ای به ارتکاب جنایات، جنایات جنگی و کشتار جمعی (کشتار دشت لیلی) در افغانستان از دهه ۱۹۸۰ تاکنون متهم است. در سال ۲۰۱۸، دیوان کیفری بین‌المللی گزارش داد که در حال بررسی است که آیا دوستم در افغانستان به جنایات جنگی دست زده است یا خیر. وی به عنوان یک جنگ‌سالار شناخته می‌شود که به خاطر هم‌طرف‌شدن با برندگان در طول جنگ‌های مختلف در افغانستان شهرت دارد. او برای دولت کمونیستی افغانستان و بعدها برای شوروی جنگید و نقش مهمی در جنگ‌های داخلی افغانستان و جنگ‌های کابل داشت. در طول عملیات سرنگونی طالبان پس از حملات ۱۱ سپتامبر، متحد اصلی بومی نیروهای ویژه ایالات متحده و سیا بود.
افراد او نقش مهمی را در سال ۱۹۹۲ پس از سقوط شهر کابل ایفا کردند. در آوریل ۱۹۹۲ نیروهای مخالف دولت کمونیستی محمد نجیب‌الله به کابل نزدیک شدند. دوستم در آن زمان به احمدشاه مسعود و سید جعفر نادری (مشاور امنیتی کنونی خود) پیوست و آن‌ها کابل را تسخیر کردند. او با حدود ۴ تا ۵ هزار سرباز، همراه با احمدشاه مسعود تاجیک علیه گلبدین حکمتیار می‌جنگیدند و کنترل قلعه بالاحصار، تپه مرنجان و میدان هوایی کابل را در دست گرفتند.
او پس از سقوط طالبان به دولت ریاست جمهوری حامد کرزی پیوست اما بیشتر وقت خود را در ترکیه گذراند. وی همچنین به عنوان رئیس ستاد مشترک اردوی ملی افغانستان خدمت کرد (نقشی که بیشتر به عنوان یک سمت تشریفاتی استفاده می‌شود) در سال ۲۰۱۱ همراه با احمد ضیاء مسعود و محمد محقق، ریاست جبهه ملی افغانستان را برعهده گرفت. او در سال ۲۰۱۴، به عنوان معاون رئیس‌جمهور به دولت ریاست جمهوری اشرف غنی پیوست، اما پس از متهم شدن به تجاوز جنسی به شخصی به نام احمد ایشچی، در سال ۲۰۱۷ مجبور به فرار مجدد شد. در سال ۲۰۱۸، وی هنگام بازگشت به افغانستان در فرودگاه کابل، از یک بمب‌گذاری انتحاری توسط داعش نجات یافت. در سال ۲۰۱۹، وی از حمله چند ساعته طالبان به کاروانی که به آنجا سفر می‌کرد، فرار کرد. دوستم پس از توافق سیاسی بین رئیس‌جمهور غنی و عبدالله عبدالله در سال ۲۰۲۰ به درجه مارشال ارتقا یافت. وی در سال ۲۰۲۱ و در جریان تصرف افغانستان به‌دست طالبان در حالی که در ولایت مزارشریف بود مجبور به فرار از افغانستان و خروج از کشور شد

## اوایل زندگی
دوستم که از قوم ازبک افغانستان است در سال ۱۳۳۳ خورشیدی، در ولسوالی خواجه دوکوه، شبرغان، جوزجان در خانواده‌ای دهقان پیشه به دنیا آمد. پدرش حاجی عبدالرحیم و مادرش انبار شاه نام داشت. نام پدر کلان او ایلساری بود. عبدالرشید دوستم تا صنف هفت مکتب را خوانده است و از آن بعد ترک تحصیل کرده است. دوستم در کودکی پس از مکتب با پدرش در زمین کشاورزی کار می‌کرد. او در سال ۱۳۵۸ به عنوان اجیر در تفحصات نفت و گاز شبرغان استخدام شد. مدت سه سال نیز در بخش برمه‌کاری در برج برمه کار کرد.

## ورود به سیاست
در زمان کار در برج برمه توسط کنجه کارگر به حزب دمکراتیک خلق افغانستان شاخه پرچم جذب شد. وی پس از آن به عنوان سرباز امنیت دولتی ارتقاء پیدا کرد و پس از مدت کوتاهی قوماندان تولی و متعاقباً قوماندان کندک امنیت دولتی شد. در سال ۱۳۶۵ او فعالیت‌های استخباراتی چشمگیری از خود نشان داد و به کمک سید اکرام پیگیر منشی ولایتی وقت و دستور روس‌ها گروه ۵۳ پیاده را ساخت. او خود قوماندان گروه شد و رتبه برید جنرالی برایش اعطا گردید. در سال‌های تهاجم شوروی به افغانستان، از رهبر یک اتحادیه کارگری در معدن گاز در شمال افغانستان، به یک رهبر گروه شبه‌نظامی ازبک تبار تبدیل شد که در حمایت از دولت کمونیستی تحت حمایت شوروی سابق می‌جنگید. تا اواسط ۱۹۸۰، او یک فرمانده نظامی بود که نیروی شبه‌نظامی بیست هزار نفری را رهبری می‌کرد و کنترل ولایات شمالی افغانستان را به‌دست گرفت. عبدالرشید دوستم که در زمان ببرک کارمل رئیس‌جمهور پیشین افغانستان، فرمانده یک واحد از شبه نظامیان ازبک تبار در شمال این کشور بود، در دوران حکومت کمونیستی محمد نجیب‌الله به فرمانده برجسته محلی تبدیل شد و در سقوط آن حکومت در اوایل دهه نود میلادی نیز نقش کلیدی داشت. او بعدتر خود را به دولت نجیب الله نزدیک کرد و در همکاری با دولت، علیه گروه‌های مجاهدین که در پی بیرون راندن شوروی از افغانستان بودند، جنگید.
در سال‌های پایانی حکومت نجیب الله در اوایل ۱۹۹۲، دوستم تغییر جهت داد و به همکاری با مجاهدین پرداخت.

## همکاری با دولت مجاهدین
او در زمان دولت مجاهدین در نیمه نخست دهه ۱۹۹۰ (میلادی)، برای مدت کوتاهی با این دولت که رهبری آن را برهان‌الدین ربانی به عهده داشت، متحد شد. ولی پس از مدتی با گلبدین حکمتیار، رهبر حزب اسلامی افغانستان همکاری کرد. دوستم پس از حمله طالبان به پایگاه اصلی خود در مناطق قوم ازبک در شمال افغانستان بازگشت و منطقه‌ای را که حدود شش ولایت را با جمعیت حدود پنج میلیون نفر در خود جا داده بود تحت کنترل گرفت.
عبدالرشید دوستم در اوج قدرت خود در ۱۹۹۷ در شمال افغانستان، یک دولت جداگانه ساخته بود و همه امور این مناطق را کنترل می‌کرد. او حتی برای خود واحد پول جداگانه چاپ کرده بود. در این سال‌ها بود که هوادارانش، او را «دوستم پادشاه» خطاب می‌کردند.

## دوران طالبان
به قدرت رسیدن دوستم در سال‌های ۱۹۹۸ زمانی که طالبان از قدرت بیشتری برای تصرف شهرهای بیشتر افغانستان برخوردار شدند پایان یافت. او با تصرف شهر مزار شریف، مرکز ولایت بلخ از سوی طالبان، مجبور شد به ترکیه برود. دوستم بعدتر دوباره به افغانستان بازگشت و با هدف مبارزه مشترک با طالبان، با احمد شاه مسعود، فرمانده ضد طالبان دیدار کرد. او به یکی از فرماندهان مطرح ائتلاف شمال تبدیل شد و توانست شهر مزار شریف را دوباره از کنترل طالبان بیرون کند. پس از کشته شدن احمدشاه مسعود در حمله بمب‌گذاران انتحاری در سپتامبر سال ۲۰۰۱، محمدقسیم فهیم، از هم رزمان احمد شاه مسعود فرماندهی جبهه ضد طالبان را به عهده گرفت و دوستم با این جانشینی مخالفتی نشان نداد. او در فروپاشی طالبان در سال ۲۰۰۱ با نیروهای آمریکایی همکاری کرد. نیروهای تحت فرمان دوستم، همراه با سایر شبه نظامیان مربوط به گروه‌های جهادی، نقش مهمی را در پیروزی حملات آمریکا با هدف سرنگونی طالبان در افغانستان بازی کردند.

## دولت کرزی

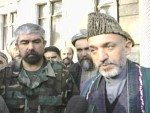
دوستم و کرزی در دسامبر ۲۰۰۱

پس از فروپاشی طالبان در افغانستان و پایه‌گذاری دولت تازه با حمایت آمریکا در این کشور دوستم رئیس شورای عالی نظامی و نماینده حامد کرزی در شمال افغانستان شد و بعدتر به سمت معاون وزارت دفاع افغانستان ارتقا یافت. او در انتخابات ریاست جمهوری سال ۱۳۸۳ شرکت کرده و به رقابت با حامد کرزی پرداخت. وی در چند ولایت شمالی ازبک‌نشین افغانستان پیروز شد و ۱۰ درصد آرا را به‌دست‌آورد. با این حال، در دولت تازه حامد کرزی پس از انتخابات، دوستم به عنوان رئیس ستاد مشترک قوای مسلح افغانستان (رئیس ارکان سر قوماندانی اعلی) معرفی شد؛ ولی این پست پس از آن از سوی دادستانی کل افغانستان به حالت تعلیق درآمد که اکبر بای، رئیس شورای ترک تباران افغانستان ادعا کرد از سوی افراد دوستم ربوده شده و مورد ضرب و شتم قرار گرفته است. این ادعا اگرچه از سوی دوستم به شدت تکذیب شد، اما روابط او را با دولت حامد کرزی تیره و تار کرد و منجر شد که خانه او در کابل، برای چندین ساعت به محاصره پلیس درآید.
پس از آن دوستم به ترکیه رفت و مدت طولانی را در آنجا به‌سر برد. تا آنکه در انتخابات ریاست‌جمهوری افغانستان (۱۳۸۸)، از نامزدی حامد کرزی اعلام حمایت کرد و پست قبلی او به عنوان رئیس ستاد مشترک قوای مسلح افغانستان، دوباره از سوی رئیس‌جمهور کرزی احیا شد.

## دولت اشرف غنی
در انتخابات ریاست‌جمهوری افغانستان (۱۳۹۳)، به همراه سرور دانش معاونین محمداشرف غنی را تشکیل می‌دادند و توانست رأی اکثریت مردم ازبک و ترکمن را به نفع اشرف غنی کسب کند. پس از تشکیل دولت وحدت ملی و انتخاب عبدالله عبدالله به عنوان رئیس اجرائیه کشور، نقش دوستم در دولت بسیار کمرنگ شد و باعث شد انتقادهای فراوانی علیه رئیس‌جمهور و رئیس اجرائیه بیان کند.

### حمله به کاروان دوستم
دوستم که برای مقابله با طالبان به سمت ولایات شمالی رهسپار شده بود، در یک کمینی که طالبان در ولسوالی غورماچ ولایت فاریاب زخمی شد و شماری از نزدیک‌ترین یارانش را از دست داد. او این حمله را توطئه محمد حنیف اتمر و معصوم استانکزی اعلام کرد و حمله بر خودش را تبانی مشاور امنیت ملی با تروریستان عنوان کرد.

### احمد ایشچی
در ماه قوس ۱۳۹۶ احمد ایشچی یکی از مخالفین سیاسی دوستم در مصاحبه با رسانه‌ها ادعا کرد که دوستم با تعدادی از سربازانش او را مورد ضرب شتم قرار داده و به او تجاوز کرده‌اند. هرچند دوستم و افراد نزدیک به او ادعاهای ایشچی را یک توطئه قلمداد کردند اما بسیاری از نهادها، کشورهای غربی و ارگ خواستار پیگیری این موضوع شدند. این اتهام منجر به باز شدن پرونده‌ای علیه وی شد و محافظان وی نیز برای بازجویی حاضر شدند. تاکنون از خود وی در این مورد بازجویی نشده است.

### سفر به ترکیه
دوستم در ۲۹ ثور/اردیبهشت ۱۳۹۶ افغانستان را به دلیل آنچه بیماری گفته می‌شود تَرک کرد و برای درمان به ترکیه رفت. وی پس از ۱۴ ماه در ۳۱ سرطان (تیر) ۱۳۹۷ پس از اعتراض شدید مردم افغانستان علیه دستگیری و بازداشت نظام‌الدین قیصاری از فرماندهان نظامی، حزب جنبش ملی افغانستان و از نزدیکان دوستم به کشور بازگشت.

### ائتلاف نجات برای افغانستان
هنگام اقامت دوستم در ۹ سرطان (تیر) ۱۳۹۶ ترکیه وی به همراه عطا محمد نور، محمد محقق و صلاح‌الدین ربانی ربانی ائتلافی به نام ائتلاف نجات برای افغانستان را علیه حکومت وحدت ملی تشکیل دادند. بعدها این ائتلاف با حضور چهره‌های سیاسی دیگری همچون عبدالظاهر قدیر، همایون همایون و برخی از چهره‌های نزدیک به حامد کرزی از جمله رحمت‌الله نبیل گسترش یافت.

### جایگاه مارشالی
در ۳ خرداد ۱۳۹۹ بر پایه توافق حکومتی، میان اشرف غنی و عبدالله عبدالله؛ ژنرال دوستم به عنوان سومین مارشال تاریخ افغانستان به این درجه نظامی دست یافت.

### بازگشت طالبان و فرار مجدد
در اوت ۲۰۲۱ برابر با مرداد ۱۴۰۰ و قدرت گرفتن مجدد طالبان و پس از سقوط مزار شریف و هرات و نزدیک شدن طالبان به شهر کابل، خانه عبدالرشید دوستم نیز به تصرف طالبان درآمد و دوستم باز هم به همراه شماری از فرماندهان نظامی دولت افغانستان از جمله عطا محمد نور گریخت.

## کشتار تروریست‌ها در دشت لیلی
عبدالرشید دوستم از سوی مردم پشتون‌ها به جنایت‌های جنگی و کشتار طالبان در طول جنگ‌های داخلی افغانستان متهم است.
کشتار دشت لیلی در دسامبر سال ۲۰۰۱ برابر با عقرب ۱۳۸۰ در زمان حمله آمریکا به افغانستان در بیابان دشت لیلی در شمال افغانستان روی داد. برخی منابع تعداد کشته‌ها را چند صد نفر از طالبان زندانی و برخی دیگر چند هزار طالب ذکر می‌کنند. این قتل‌عام حین انتقال طالبان زندانی توسط سربازان جنبش ملی از قندز به شبرغان[۱][۲] و تحت نظارت نیروهای وفادار به ژنرال رشید دوستم رخ داد.[۳][۴][۵] بسیاری از زندانیان هنگام انتقال در کانتینرهای فلزی خفه شدند و برخی شاهدان عینی نیز می‌گویند کسانی که از کانتینرها جان سالم به‌در برده بودند به ضرب گلوله کشته شدند.
بعضی از زندانیان از بازماندگان نبرد قلعه جنگی مزار شریف بودند. رشید دوستُم در سال ۲۰۰۹ این اتهامات را رد کرد. رئیس‌جمهور وقت آمریکا، باراک اوباما در سال ۲۰۰۹ دستور انجام تحقیقات در مورد این کشتار را صادر کرد. در پی این جنگ‌ها تنها در شهر کابل بیش از ۵۰٬۰۰۰ غیرنظامی کشته‌شده و موج بزرگی از مهاجرت‌ها از افغانستان آغاز شد. او در سال ۲۰۱۳ به خاطر نقشش در این جنگ‌ها، به خصوص جنگ‌های کابل، به صورت غیرمنتظره‌ای عذرخواهی عمومی‌کرد. مدت کوتاهی پس از آن به شورای ملی افغانستان پیوست و به محمداشرف غنی اعلام وفاداری کرد و نقش معاون اول او را فرار غنی و سقوط دولت او برعهده گرفت.
با سخت‌گیری اتهامات مطرح شده‌ای چون بدرفتاری جنسی و آدم‌ربایی از سوی یکی رقیبان سیاسی خود به نام احمد ایشچی دوستم در اردیبهشت ۱۳۹۶ به ترکیه رفت.